# Maion de Bari
Maion de Bari (en italien Maione da Bari, Majone da Bari, Maione di Bari ou Majone di Bari ; en latin, Maio Barensis ; né à Bari c. 1115 - † assassiné à Palerme le 10 novembre 1160) est le troisième grand amiral du royaume normand de Sicile sous le règne du roi Guillaume Ier ; en tant qu'« Émir des Émirs » (Ammiratus Ammiratorum), il fut de 1154 à 1160, l'un des personnages les plus puissants du royaume. 

## Biographie
Les origines de Maion de Bari sont obscures. Selon certains historiens comme Francesco Giunta, il appartenait à une famille bourgeoise d'origine grecque, tandis que pour Graham A. Loud et Hiroshi Takayama, il était d'origine latine. 
Maion est le fils d'un certain Léon de Reiza († 1155) et de Curaza († 1158). Selon le chroniqueur Hugues Falcand, son principal détracteur, il était de basse extraction et avait dans sa jeunesse exercé la profession de son père, marchand d'huile à Bari. Pour Ferdinand Chalandon, que son père ait été marchand d'huile est fort possible mais en tout cas, Léon de Reiza fut un personnage assez important à Bari où il exerçait la fonction de juge (mentionné entre 1119 et 1155). Maion, qu'on sait assez cultivé, dut recevoir une éducation fort complète. S'intéressant aux choses de l'esprit et se piquant d'écrire, il composa pour son fils une Expositio orationis Dominicae (« Exposition de l'oraison dominicale »), et demanda au lettré Henricus Aristippus, archidiacre de Catane, de traduire le philosophe grec Diogène Laërce. 
Sous le règne du roi Roger II de Sicile (1130-1154), Maion de Bari entre en fonction dans les bureaux de la chancellerie royale. En 1144, il est mentionné comme archiviste (scrinarius) puis, gagnant les faveurs du roi, il est nommé vice-chancelier (vicecancellarius) en 1151. Peu après, à une date inconnue, il est nommé chancelier (cancellarius) par le roi Roger II. 
En juin 1154, sous le règne du roi Guillaume Ier de Sicile (1154-1166), on le trouve revêtu de la dignité d'« Émir des Émirs » du royaume, succédant à Georges d'Antioche. Étienne, frère de Maion, joua à la même époque un rôle important dans le royaume, occupant notamment le poste de catépan d'Apulie et obtenant le titre d' « émir » (amiratus). Son beau-frère, Simon le Sénéchal († 1161), occupa la fonction de maître justicier d'Apulie et de la Terre de Labour. 
Selon Hugues Falcand, Maion n'aurait été qu'un aventurier sans scrupule qui aurait profité de ses hautes fonctions pour chercher à renverser le roi, d'un caractère indolent, et usurper la couronne de Sicile. Falcand l'accuse également d'avoir été l'amant de la reine Marguerite. 
Devenu le personnage le plus puissant du royaume normanno-sicilien après un roi oisif, aimant peu se montrer en public et vivant retiré dans ses palais, il met en place une politique basée sur la machination et la tromperie pour réprimer l'autonomie des barons (principalement ceux du continent) qui s'opposent à la centralisation du pouvoir palermitain et qui le haïssent. Maion avait notamment éloigné les nobles du gouvernement, préférant s'appuyer sur la classe dont il était sorti, tout en confiant à divers membres de sa famille des charges importantes. Cette politique est telle qu'elle déchaîne une violente révolte d'une grande partie de l'aristocratie du royaume, semant de graves troubles dans le royaume, principalement en Apulie et en Terre de Labour. En 1155/1156 déjà, les barons, soutenus notamment par le pape Adrien IV, hostile au roi Guillaume Ier, se révoltèrent mais furent durement réprimés ; l'un des chefs des barons révoltés, le comte Godefroi de Montescaglioso (oncle de Tancrède de Lecce, futur roi de Sicile), qui cherchait à éliminer Maion et le roi Guillaume Ier lui-même, eut les yeux arrachés (1156). Hugues Falcand raconte que Maion fit arrêter les femmes et les filles des rebelles et les fit enfermer dans son harem. Quelques années plus tard, plusieurs nobles complotèrent de nouveau contre lui. 
Maion est assassiné dans Palerme le 10 novembre 1160 par Mathieu Bonnel, l'un des chefs des conjurés. La foule, témoignant sa joie, vient se presser autour de son corps ensanglanté ; le cadavre du grand émir, jeté au milieu de la rue, sera piétiné et traîné dans la ville.

## ÉgliseSan Cataldo

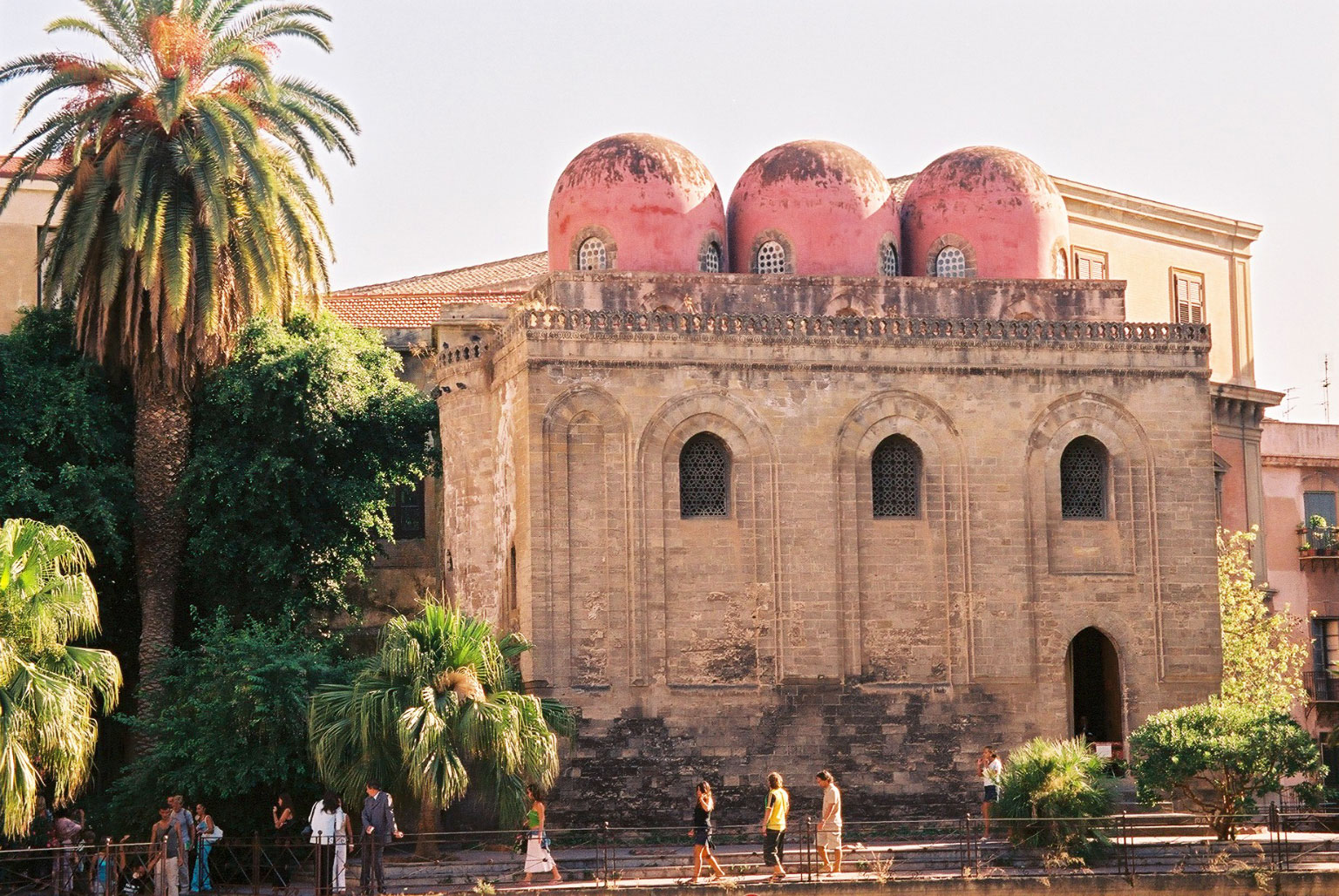
L'église de San Cataldo à Palerme (c. 1154/61)

Maion de Bari est à l'origine de l'église San Cataldo à Palerme. Assez bien conservée, cette ancienne chapelle construite au milieu du XIIe siècle a conservé son style arabo-normand sicilien avec notamment ses trois coupoles rouges surélevées, typiquement arabo-musulman, et ses baies entourées d'arcades. Le pavement de cette petite église de 7 × 10 m, est en mosaïques.